# Paul Veyne
Paul Veyne, (Aix-en-Provence, 13 juni 1930 – Bédoin, 29 september 2022) was een Frans historicus en een specialist van de klassieke oudheid. Hij was hoogleraar aan het Collège de France.

## Biografie
Afkomstig uit een eenvoudige familie (zijn vader was bankemployé en later wijnhandelaar), ontwikkelde Veyne op jonge leeftijd een fascinatie voor de oudheid toen hij een Keltische potscherf vond in de buurt van het stadje Cavaillon.
Tussen 1952 en 1956 was hij lid van de PCF, de Communistische Partij van Frankrijk.
Paul Veyne studeerde geschiedenis aan de École Normale Supérieure in Parijs van 1951 tot 1955. Tussen 1955 en 1957 deed hij onderzoek aan de École française de Rome. In de jaren 60 doceerde hij in Aix-en-Provence als hoogleraar Romeinse geschiedenis.
In 1975 trad Veyne toe tot het Collège de France dankzij de steun van Raymond Aron, die door zijn gedoodverfde opvolger Pierre Bourdieu in de steek was gelaten. Veyne verzuimde echter in zijn inaugurale rede de naam van Aron te noemen, waarna deze zich verbitterd afwendde van zijn voormalige pupil. In zijn memoires Et dans l'éternité je ne m'ennuierai pas uit Veyne zijn spijt over dit verzuim. Veyne bekleedde de leerstoel Romeinse geschiedenis aan het Collège de France tot 1999.
Veynes monografie over Evergetisme uit 1976 (Le pain et le cirque), een bewerkte versie van zijn proefschrift, is een monumentale studie naar het 'weldoenerschap', de praktijken van vrijgevigheid en filantropie in de Klassieke Oudheid. Met dit antropologisch geïnspireerde boek, in de traditie van Marcel Mauss, bewijst Veyne dat zijn geschiedsopvatting verwant is met die van de Annales-school en de aldaar beoefende histoire des mentalités.
Paul Veyne was bevriend met de historicus Michel Foucault, over wie hij in 2008 een (ook in het Nederlands vertaalde) monografie publiceerde (Foucault: de denker, de mens). Van zijn kant erkende Foucault zijn grote schatplichtigheid aan Veyne tijdens het werken aan zijn laatste project over biopolitiek, getiteld L'Histoire de la sexualité.
Veyne was een veelzijdig denker en schrijver; hij portretteerde de dichter René Char, vertaalde Vergilius en schreef over zijn liefde voor Italiaanse schilderkunst. Met zijn in 2014 gepubliceerde memoires, getiteld Et dans l'éternité je ne m'ennuierai pas, won hij de Prix Fémina-essai. Zijn portret van de Grieks-Romeinse vindpaats Palmyra (Palmyra. De onvervangbare schat), dat hij publiceerde na de aldaar door de terreurbeweging IS gepleegde verwoestingen in 2015, was in Frankrijk een onverwachte bestseller.
Paul Veyne leefde in Bédoin, aan de voet van de Mont Ventoux. Hij overleed daar op 92-jarige leeftijd.

## Vertalingen
- Seneca, Entretiens, Lettres à Lucilius, herziene vertaling, inleiding en noten, Laffont, 1993.
- Vergilius, L'Enéide, Le Seuil / Les Belles Lettres, 2012.